# Dipartimento di Dja e Lobo
Il dipartimento di Dja e Lobo è un dipartimento del Camerun nella Regione del Sud.

## Comuni
Il dipartimento è suddiviso in 7 comuni:
- Bengbis
- Djoum
- Meyomessala
- Mintom
- Oveng
- Sangmélima
- Zoétélé